# Fernando Ocáriz
Ne doit pas être confondu avec José Ocariz.
Fernando Ocáriz Braña, né le 27 octobre 1944 à Paris (France), est un prélat, théologien et philosophe catholique espagnol, vicaire général, puis vicaire auxiliaire et enfin prélat de l'Opus Dei depuis janvier 2017.

## Biographie
Fernando Ocáriz naît à Paris en 1944 dans une famille exilée en France depuis la guerre civile espagnole (1936-1939). Il est le dernier d'une fratrie de huit enfants.
D'abord licencié en sciences physiques à l'université de Barcelone en 1966, il obtient une licence en théologie à l'université pontificale du Latran en 1969, puis un doctorat à l'université de Navarre en 1971, année de son ordination sacerdotale. Il est ensuite nommé professeur ordinaire de théologie fondamentale à l'université pontificale de la Sainte-Croix,.
En 1986, il est nommé consulteur pour la Congrégation pour la doctrine de la foi. Le 23 avril 1994, il est nommé vicaire général de l'Opus Dei par Javier Echevarría Rodríguez. En 2003, il est nommé consulteur pour la Congrégation pour le clergé, puis en 2011, il devient consulteur du Conseil pontifical pour la promotion de la nouvelle évangélisation,.
En 2008, il affirme que le roman Da Vinci Code n'a pas eu d'impact sur le but ou les activités de l'Opus Dei.
En 2014, il est nommé vicaire auxiliaire, soit « numéro deux » de l'institution. Lui sont ainsi déléguées les tâches quotidiennes de gouvernement. À la mort de Javier Echevarría Rodríguez, le 12 décembre 2016, il prend la tête de l'Opus Dei jusqu'à l'élection d'un nouveau prélat.
Le 23 janvier 2017, il est élu prélat par un collège d'une centaine de prêtres de l'Opus Dei. Son élection est ensuite confirmée par le pape François dans la nuit.

## Autres fonctions
- Depuis 1989 : Membre de l'Académie pontificale[Laquelle ?] romaine de théologie[2]
- Professeur de théologie fondamentale et dogmatique et grand chancelier de l'Université pontificale de la Sainte-Croix
- Depuis 2003 : Prélat d’honneur de sa sainteté[réf. nécessaire]
- Expert permanent auprès de la Commission Ecclesia Dei[réf. nécessaire]

## Ouvrages
- Sur Dieu, l'Eglise et le monde : entretiens avec Rafael Serrano (trad. de l'espagnol), Paris, Le Laurier, 15 novembre 2017, 170 p. (ISBN 978-2-86495-438-5)
- (en) God as Father : In the Message of Blessed Josemaria Escriv, 26 novembre 2006 (ASIN 0933932758)
- (en) avec  Pedro Rodriguez et J.L. Illanes, Opus Dei in the Church, Four Courts Press, 25 septembre 1994
- (en) avec Arturo Blanco, Fundamental Theology, Midwest Theological Forum, 18 juin 2012 (ASIN B008CRKZGC)
- (es) Introduccion al marxismo, Planeta-Editora Naciona, 1976 (ASIN B00FD0UI2W)